# Thilleux
Thilleux település Franciaországban, Haute-Marne megyében. Lakosainak száma 62 fő (2022. január 1.). Thilleux Ceffonds, La Porte-du-Der és Sommevoire községekkel határos.

## Népesség
A település népessége az elmúlt években az alábbi módon változott:
| Lakosok száma | 86   | 77   | 85   | 88   | 83   | 83   | 76   | 70   | 65   | 62   |
|               | 1968 | 1982 | 1990 | 2006 | 2013 | 2015 | 2017 | 2019 | 2020 | 2022 |